# Chin (deidad)

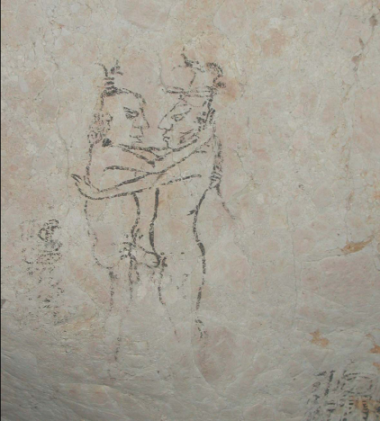
Creatura itifalica abrazando a un noble, cueva Naj Tunich

Chin, junto con Cu, Cavil ('ídolo') y Maran, se mencionan como el nombre de la deidad masculina en la mitología maya, que es representada teniendo relaciones con personas de su mismo género.
Al describir las costumbres mayas de los habitantes de Verapaz, Bartolomé de las Casas lo describe "Teniendo relaciones sexuales con otro 'demonio', por lo tanto, él ha introducido tales relaciones". 
Al describir las costumbres de los mayas que habitan en la provincia de Verapaz (incluidas Alta Verapaz y Baja Verapaz) de Guatemala del siglo XVI, el obispo y cronista menciona las relaciones sexuales —reguladas por el derecho consuetudinario— entre hombres y niños solteros, así como relaciones similares entre los adolescentes que reciben instrucción en los templos.  La prostitución de pederastia institucionalizada —incluido el travestismo— se registra en los informes españoles del siglo XVII de los mayas itzá que viven en Petén. De las Casas escribe: "A partir de ese momento, algunos padres le dieron a sus hijos un niño pequeño para que lo usaran como mujer; y si alguien más se llevó al niño, exigieron el pago como se hace cuando alguien viola a la esposa de otro". 
Entre las escenas del Período Clásico encontradas en una cueva de Naj Tunich hay una representación de una criatura masculina desnuda y excitada sexualmente que abraza a un noble Maya desnudo, posiblemente a modo de iniciación.